# Calixte Delmas
Calixte Delmas (ur. 17 czerwca 1906 w Perpignan, zm. 7 kwietnia 1927 w Joinville-le-Pont)  – francuski zapaśnik walczący w stylu wolnym. Olimpijczyk z Paryża 1924, gdzie zajął szóste miejsce w wadze piórkowej.

## Letnie Igrzyska Olimpijskie 1924
| Konkurencja      | Rundy eliminacyjne     | Rundy eliminacyjne     | Klas. końcowa |
| Konkurencja      | 1/8                    | 1/4                    | Miejsce       |
| ---------------- | ---------------------- | ---------------------- | ------------- |
| 61 kg styl wolny | Sverre Nilsson (SWE) Z | Eetu Huupponen (FIN) P | 6.            |